# Mellansjön (Södra Finnskoga socken, Värmland)
Mellansjön är en sjö i Torsby kommun i Värmland och ingår i Glommas huvudavrinningsområde. Sjön har en area på 0,184 kvadratkilometer och ligger 292,1 meter över havet. Sjön avvattnas av vattendraget Krokåa.

## Delavrinningsområde
Mellansjön ingår i det delavrinningsområde (674111-131508) som SMHI kallar för Inloppet i Kroksjön. Medelhöjden är 401 meter över havet och ytan är 43,18 kvadratkilometer. Det finns inga avrinningsområden uppströms utan avrinningsområdet är högsta punkten. Krokåa som avvattnar avrinningsområdet har biflödesordning 2, vilket innebär att vattnet flödar genom totalt 2 vattendrag innan det når havet efter 16 kilometer. Avrinningsområdet består mestadels av skog (75 procent) och sankmarker (17 procent). Avrinningsområdet har 0,59 kvadratkilometer vattenytor vilket ger det en sjöprocent på 1,4 procent.